# Rumex heterophyllus
Rumex heterophyllus är en slideväxtart som beskrevs av C. F. Schultz. Rumex heterophyllus ingår i släktet skräppor, och familjen slideväxter. Inga underarter finns listade i Catalogue of Life.